# Emse-patak
Az Emse-patak a Cserhátalja déli lankáinál ered, Kartal északnyugati határában, Pest vármegyében, mintegy 150 méteres tengerszint feletti magasságban. A patak forrásától kezdve keleti irányban halad, majd Turánál éri el a Galga-folyót.

## Part menti települések
- Kartal
- Tura